# Anopheles hectoris
Anopheles hectoris este o specie de țânțari din genul Anopheles, descrisă de Giaquinto-mira în anul 1931. Conform Catalogue of Life specia Anopheles hectoris nu are subspecii cunoscute.